# Jurij Hulajew
Jurij Iwanowycz Hulajew, ukr. Юрій Іванович Гуляєв, ros. Юрий Иванович Гуляев, Jurij Iwanowicz Gulajew (ur. 25 sierpnia 1963 w Buju, w obwodzie kostromskim, Rosyjska FSRR) – ukraiński piłkarz, grający na pozycji pomocnika, a wcześniej obrońcy, trener piłkarski.

## Kariera piłkarska

### Kariera klubowa
W 1982 debiutował w podstawowym składzie Tawrii Symferopol, skąd w 1984 przeszedł do Dynama Kijów. Jednak nie potrafił przebić się do podstawowej jedenastki Dynama, a występował w drużynie rezerwowej, w której rozegrał 26 spotkań i zdobył 3 bramki. W połowie 1985 powrócił do Tawrii. W 1986 został piłkarzem Szachtara Donieck. W kwietniu 1990 zmienił doniecki klub na Łokomotiw Gorki. W sezonie 1991/92 bronił barw węgierskiego Spartacus Kiskőrös, po czym powrócił do Łokomotiwu, który nazywał się Lokomotiw Niżny Nowogród. Na początku 1994 wrócił do Ukrainy, gdzie został piłkarzem Drużby Berdiańsk. Latem 1996 został ponownie zaproszony do Niżnego Nowogrodu, w którym w 1997 zakończył karierę piłkarską.

## Kariera reprezentacyjna
Występował w juniorskiej reprezentacji ZSRR.

## Kariera trenerska
Po zakończeniu kariery zawodniczej trenował dzieci w Akademii Piłkarskiej Szachtar Donieck.

## Sukcesy i odznaczenia

### Sukcesy klubowe
- finalista Pucharu ZSRR: 1986
- finalista Pucharu sezonu ZSRR: 1986

### Odznaczenia
- tytuł Mistrza Sportu ZSRR: 1984